# Aedin Mincks
Aedin Mincks (ur. 10 października 2000 w Georgii) – amerykański aktor, występował w roli Angusa Chestnuta w serialu Nadzdolni na Disney Channel.

## Życie prywatne
Urodził się w Georgii i mieszkał w Illinois przez kilka lat, zanim przeniósł się do Kalifornii, w wieku 5 lat. Ma dwoje starszego rodzeństwa.

## Kariera
Mincks zainteresował się aktorstwem w wieku 6 lat, po obejrzeniu swojego starszego brata Austina na próbach do przesłuchań. Później grał małe niezależne role i podpisał kontrakt z menedżerem i agentem oraz zaczął przesłuchania do ról zawodowych, co pozwoliło mu występować w reklamach. Mincks najbardziej jest znany z roli Angusa Chestnuta z serialu Nadzdolni na Disney Channel, który jest emitowany od 2011 roku. W pierwszych dwóch sezonach grał rolę drugoplanową, ale w trzecim sezonie jego postać stała się jednym z głównych bohaterów. Mincks grał Roberta w komediowym filmie Ted w 2012.

## Filmografia
| Rok       | Tytuł filmu                    | Rola                | Notatki                                                     |
| --------- | ------------------------------ | ------------------- | ----------------------------------------------------------- |
| 2008      | The Sarah Silverman Program    | Balloon Holding Kid | odcinek: „Making New Friends”                               |
| 2008      | The Tonight Show with Jay Leno | różne postacie      | Odcinek: „Odcinek #17.4”                                    |
| 2009      | Ostry dyżur                    | Kid #1              | Odcinek: „The Family Man”                                   |
| 2009      | Bezimienni                     | Walter Jr.          | Odcinek: „Football Son”                                     |
| 2010      | Gotowe na wszystko             | Joey Murphy         | Odcinek: „How About a Friendly Shrink?”                     |
| 2010      | Lies in Plain Sight            | chłopiec            | niewymieniony w czołówce                                    |
| 2010      | Faster                         | Tommy               |                                                             |
| 2011      | Kac Vegas w Bangkoku           | Młody Alan Garner   |                                                             |
| 2011      | Jimmy Kimmel Live!             | różne postacie      | odcinek: „Odcinek #9.75”                                    |
| 2011      | Rock the House                 | Austin              | TV movie                                                    |
| 2011      | Jess i chłopaki                | Młody Schmidt       | Odcinek: „Naked”                                            |
| 2011–2014 | Nadzdolni                      | Angus Chestnut      | Sezon 1,2 rola drugoplanowa Sezon 3 rola główna             |
| 2012      | Ted                            | Robert              |                                                             |
| 2012      | Teens Wanna Know               | Guest               | Odcinek: „Chill at the Queen Mary With Disney & Nick Stars” |
| 2013      | Golden Shoes                   | Julian              | post-production                                             |
| 2013      | R.L. Stine’s The Haunting Hour | Jason               | Odcinek: „Bad Egg”                                          |
| 2015      | Uwierzyć w marzenia            | Julian              |                                                             |
| 2016      | Małe dzikusy                   | Eddie               |                                                             |
| 2016      | Colony                         | Alex                | Odcinek: „Pilot”                                            |